# Shay Carl
Shay Carl Butler (5 maart 1980), beroepsmatig bekend als Shay Carl, is een Amerikaanse vlogger en YouTube-persoonlijkheid. Butler heeft vijf YouTubekanalen, waarvan er twee ("shaycarl" en "SHAYTARDS") meer dan een miljoen abonnees hebben. Het Amerikaanse zakentijdschrift Forbes noemde Butler een van de "succesvolste video-ondernemers op YouTube" en in 2011 ging een hoofdartikel in The New York Times over Butlers productiebedrijf Maker Studios.
Butler is regelmatig gastheer en verlevendigt evenementen, bijvoorbeeld bij het voorprogramma van de American Music Awards van 2012.

## Jonge jaren
Shay Carl Butler werd geboren op 5 maart 1980 in Logan, Utah als zoon van Carl en Laurie Butler. Op vierjarige leeftijd verhuisde het gezin naar Phoenix, Arizona, waar zijn vader op een school voor elektrotechniek zat. Nadat zijn vader zijn opleiding had afgerond, verhuisde het gezin naar Pocatello in Idaho. Na zijn middelbareschooldiploma te hebben behaald, ging Shay Carl op een fulltime, tweejarige missie naar Barbados, Trinidad en Guyana. Hij was kort student aan de staatsuniversiteit van Idaho, maar verliet die universiteit om zelfstandig te gaan werken. Voorafgaand aan zijn activiteiten op YouTube installeerde Shay Carl granieten aanrechten voor de kost. Hij werkte ook als radio-dj voor Z103.

## YouTubepopulariteit
Butler werd populairder op YouTube nadat Philip DeFranco een van zijn video's had bekeken en naar hem verwees in zijn eigen video. Dit resulteerde in een toename van Butlers abonnees en ook in een vriendschap tussen hem en DeFranco. Door samen te werken met andere youtubers bij The Station verviervoudigde het aantal abonnees van Butler. Butler werd vervolgens lid van het YouTube-partnerprogramma en richtte met anderen Maker Studios op. In november 2009 werkte hij samen met Midi Mafia om een flashmob te creëren bij Planet Hollywood in Las Vegas. In 2009 won Butlers "SHAYTARDS"-kanaal "Beste YouTubekanaal of -persoonlijkheid" bij Mashable's 3de jaarlijkse Open Web Awards. In 2013 was hetzelfde kanaal een van de genomineerden in de categorie "Beste non-fictie- of realityserie" van de 3de Streamy Awards. In februari 2013 maakte acteur Matt Damon een gastoptreden in een van Butlers vlogs nadat hij en Damon hadden samengewerkt aan een video om een Water.org project te promoten. Butler creëert soms gesponsorde video's, waarin hij A-merken of bedrijven promoot in ruil voor financiële voordelen. Voorbeelden van zulke zogenoemde "brand deals" die hij heeft gemaakt zijn die met General Electric, Foot Locker, Kia en Skype.

## Privéleven
Shay Carl viel 50 kg af in de periode van een jaar en liep vervolgens drie marathons. Butler documenteerde zijn afslankavontuur op zijn "ShayLoss"-kanaal. Shay Carl Butler is getrouwd en heeft vijf kinderen; Gavin (sontard), Avia (princesstard), Emmi (babytard), Brock (rocktard) en Daxton (brotard). De reden dat Shay Carl en zijn vrouw de kinderen deze bijnamen gaven, is dat ze niet wilden dat hun naam publiekelijk bekend zou worden vanaf hun geboorte (alle geboorten behalve die van Gavin en Avia zijn vastgelegd in vlogs). Zijn gezin is bekend als de "ShayTards" en als "YouTube's first family". Shay Carl is opgegroeid in een gezin van vier kinderen. Alle vier zijn actief in de YouTubegemeenschap. Zijn dochter Emmi ("Babytard") staat afgebeeld op de voorkant van James Blunts album Some Kind of Trouble.

## YouTubekanalen
Shay Carl heeft samen met zijn gezin vijf YouTubekanalen. Zijn kanalen "Shaycarl" en "SHAYTARDS" hebben meer dan een miljoen geabonneerden. Voor zijn "Shaycarl"-kanaal werkt Shay regelmatig met beroemdheden zoals met gepensioneerd basketbalspeler Charles Barkley en met gepensioneerd MMA-vechter Bas Rutten.
Met ingang van juli 2016 zijn de statistieken voor zijn kanalen als volgt:
| Naam kanaal           | Geabonneerden | Totaal aantal video views |
| --------------------- | ------------- | ------------------------- |
| shaycarl              | 1,6 miljoen   | 275 miljoen               |
| SHAYTARDS             | 4,6 miljoen   | 2,4 miljard               |
| ShayLoss              | 523 duizend   | 41 miljoen                |
| iphoneTARD (Inactief) | 204 duizend   | 11,8 miljoen              |
| WhenTheKidsGoToSleep  | 336 duizend   | 22 miljoen                |

| Onderscheiding                              | Categorie                               | Kanaal    | Resultaat   |
| ------------------------------------------- | --------------------------------------- | --------- | ----------- |
| 3de Open Web Awards (Mashable Awards; 2009) | Beste YouTubekanaal of -persoonlijkheid | SHAYTARDS | Gewonnen    |
| 3de Streamy Awards (2013)                   | Beste non-fictie- of realityserie       | SHAYTARDS | Genomineerd |

## Filmografie
| Jaar      | Titel               | Rol              | Noten                      |
| --------- | ------------------- | ---------------- | -------------------------- |
| 2009      | The Station         | Rany / Shay      | (webserie; 5 afleveringen) |
| 2010      | The Annoying Orange | Kool             | (tv-serie; 1 aflevering)   |
| 2011      | No Ordinary Family  | Veiligheidsagent | (tv-serie; 1 aflevering)   |
| 2012–2013 | MyMusic             | Metal Hipster    | (webserie; 3 afleveringen) |

Butler werkt ook als stemacteur voor Cartooniums cartoonserie Shay Beard. Hij had ook een hoofdrol naast Steven Tyler, Jane Lynch, Kiss en anderen in een openbare dienstaankondiging van de Adopt the Arts stichting.